# Mason Bates
Pour les articles homonymes, voir Bates.
Mason W. Bates (né le 23 janvier 1977) est un compositeur américain de musique symphonique. 
Il s'est distingué par ses innovations sur le plan de l'orchestration et sur des formes musicales à grande échelle. Bates est réputé pour l'utilisation de l'électronique au sein des orchestres. Il est un des compositeurs de sa génération les plus joués[réf. nécessaire]. Il a travaillé en étroite collaboration avec l'orchestre symphonique de San Francisco. Actuellement, il est compositeur en résidence au sein de l'orchestre symphonique de Chicago.

## Biographie
Bates a été élevé à Richmond, en Virginie où il a fréquenté l'école Saint Christopher. Il est diplômé de l'Université de Columbia, à l'école Julliard, avec un diplôme du Baccalauréat universitaire ès lettres en composition musicale et en littérature anglaise. Il a fait ses études en compagnie de  John Corigliano, David Del Tredici et Samuel Adler. Il est diplômé de l'Université de Californie à Berkeley avec un doctorat en composition en 2008 où il a étudié avec Edmund Campion. Il a été DJ et artiste techno à Oakland en Californie.
Des œuvres remarquables de son répertoire  sont « Interface liquide »  (Liquid Interface), une symphonie sur l'eau commandée par l'orchestre national de symphonie, « Les faces B », (The B-Sides), une suite symphonique commandée par l'orchestre symphonique de San Francisco et « Air rouillé en Caroline »  (Rusty Air in Carolina), une œuvre pastorale commanditée par l'orchestre symphonique Winston-Salem. Il a travaillé en étroite collaboration avec des chefs d'orchestre comme Leonard Slatkin, Michael Tilson Thomas, et le compositeur et chef d'orchestre John Adams.
En 2010, Bates a reçu, en 2011, une commande de l'orchestre symphonique You Tube,  ensemble composé de musiciens internationaux. Son œuvre Mothership a été jouée par l'orchestre symphonique de Londres et a été diffusée sur You Tube le 11 octobre 2010. L'œuvre est un mélange d'éléments acoustiques et électroniques et contient des sections dédiées à l'improvisation.
Il est actuellement compositeur en résidence pour l'orchestre symphonique de Chicago.

## Récompenses
- 2010-15 Compositeur en résidence pour l'orchestre symphonique de Chicago
- 2012 Récompense Heinz
- 2007-2010 Compositeur en résidence pour l'orchestre symphonique de Californie
- 2008 Membre de  Guggenheim
- 2008  Premier Prix Van Cliburn
- 2005 Prix Berlin
  - Bourse Charles Ives
  - Membre de l'Académie des arts et des lettres
  - Prix Mémorial Jacob Druckman au Festival de musique d'Aspen
  - Membre du centre de musique Tanglewood
- 2004 Prix de Rome

## Œuvres

### Symphoniques
- Garages of the Valley (2014), pour orchestre
- The Rise of Exotic Computing (2013), pour  sinfonietta et ordinateur
- Attack Decay Sustain Release (2013), fanfare pour orchestre
- Concerto pour violon (2012), pour orchestre et violon
- Afterlife (2012), pour mezzo et orchestre
- Alternative Energy (2011), pour orchestre et musique électronique
- Mothership (2011), pour orchestre et musique électronique
- Desert Transport (2010), pour orchestre
- Sea-Blue Circuitry (2010), pour orchestre et fanfare
- Mainframe Tropics (2010), pour orchestre
- The B-Sides (2009), pour orchestre et musique électronique
- Music from Underground Spaces (2008), pour orchestre et musique électronique
- Liquid Interface (2007)
- Rusty Air in Carolina (2006), pour orchestre et musique électronique
- White Lies for Lomax (2009)
- Omnivorous Furniture (2004), pour sinfonietta et musique électronique
- Ode (2001), prélude à la 9e symphonie de Beethoven pour orchestre
- Icarian Rhapsody (1999), pour orchestre à cordes

### Œuvres vocales et de chambre
- Carbide & Carbon (2013), pour ensemble de violoncelles
- Difficult Bamboo (2013), pour ensemble Pierrot et percussion
- Mass Transmission (2012), pour orgues, musique électronique et chœurs
- Bagatelles (2012), pour quatuor à cordes et musique électronique
- Stereo is King (2011), pour trois percussionnistes et cassette
- Observer in a Magellanic Cloud (2009), pour chœur
- Sirens (2009), pour un chœur a capella
- The Life of Birds (2018), pour flûte, clarinette, violon et violoncelle
- White Lies for Lomax (2007), pour piano solo
- Red River (2007), pour violon, clarinette, violoncelle, piano et musique électronique
- Digital Loom (2005), pour orgue et musique électronique
- From Amber Frozen (2004), pour quartet à cordes
- String Band (2002), pour piano trio
- Mercury Soul (2002), pour clarinette et piano

## Discographie
- Alternative Energy – Orchestre symphonique de Chicago, dir. Riccardo Muti (février 2012, CSO Resound) (OCLC 910106156) — avec 	Night ferry d'Anna Clyne.
- Red River – Andrew Williams, violon ; Herine Coetzee Koschak, violoncelle ; Jani Parsons, piano (2013, Cedille) (OCLC 885369575) — avec des œuvres de Alex Shapiro, Jesse Limbacher et Caleb Burhans.
- Stereo is King : Observer in the Magellanic Cloud ; Difficult bamboo ; Terrycloth troposphere ; String band ; White lies for Lomax – Mason Bates, electronique ; Ensemble Chanticleer ; musiciens de l'Orchestre symphonique de Chicago ; Trio Claremont ; Tania Stavreva, piano (2014, Innova Recordings) (OCLC 875577530)
- Scrapyard exotica : Bagatelles pour quatuor à cordes et électronique – Quatuor Del Sol (20-21 décembre 2012/23-26 avril 2014, 2 CD Sono Luminus) (OCLC 921937866) — avec des œuvres de Ken Ueno et Mohammed Fairouz.
- Alternative Energy ; Liquid Interface ; The B-Sides – Orchestre symphonique de San Francisco, dir. Michael Tilson Thomas (2016, SFS media)
- Sirens ; Mass transmission* ; Rag of Ragnar – Isabelle Demers, orgue ; Mason Bates, électronique* ; Chœur : Cappella SF [San Francisco] ; dir. Ragnar Bohlin (janvier/mars 2018, Delos) (OCLC 1099326944)
- Children of Adam – Orchestre symphonique de Richmond, dir. Steven Smith (avril 2017, SACD Reference Recordings) (OCLC 1111973815) — avec Vaughan Williams, Dona Nobis Pacem.
- Concerto pour piano – Daniil Trifonov, piano ; Orchestre de Philadelphie, dir. Yannick Nézet-Séguin (janvier 2022, 2 CD DG) (OCLC 1473775462) — Premier enregistrement mondial. Dans My American story : North, avec d'autres œuvres de compositeurs américains : Gershwin,  Copland, Corigliano, Adams…

## Filmographie
- 2015 : Nos souvenirs (Sea of Trees) de Gus Van Sant